# レインボー (カリフォルニア州)

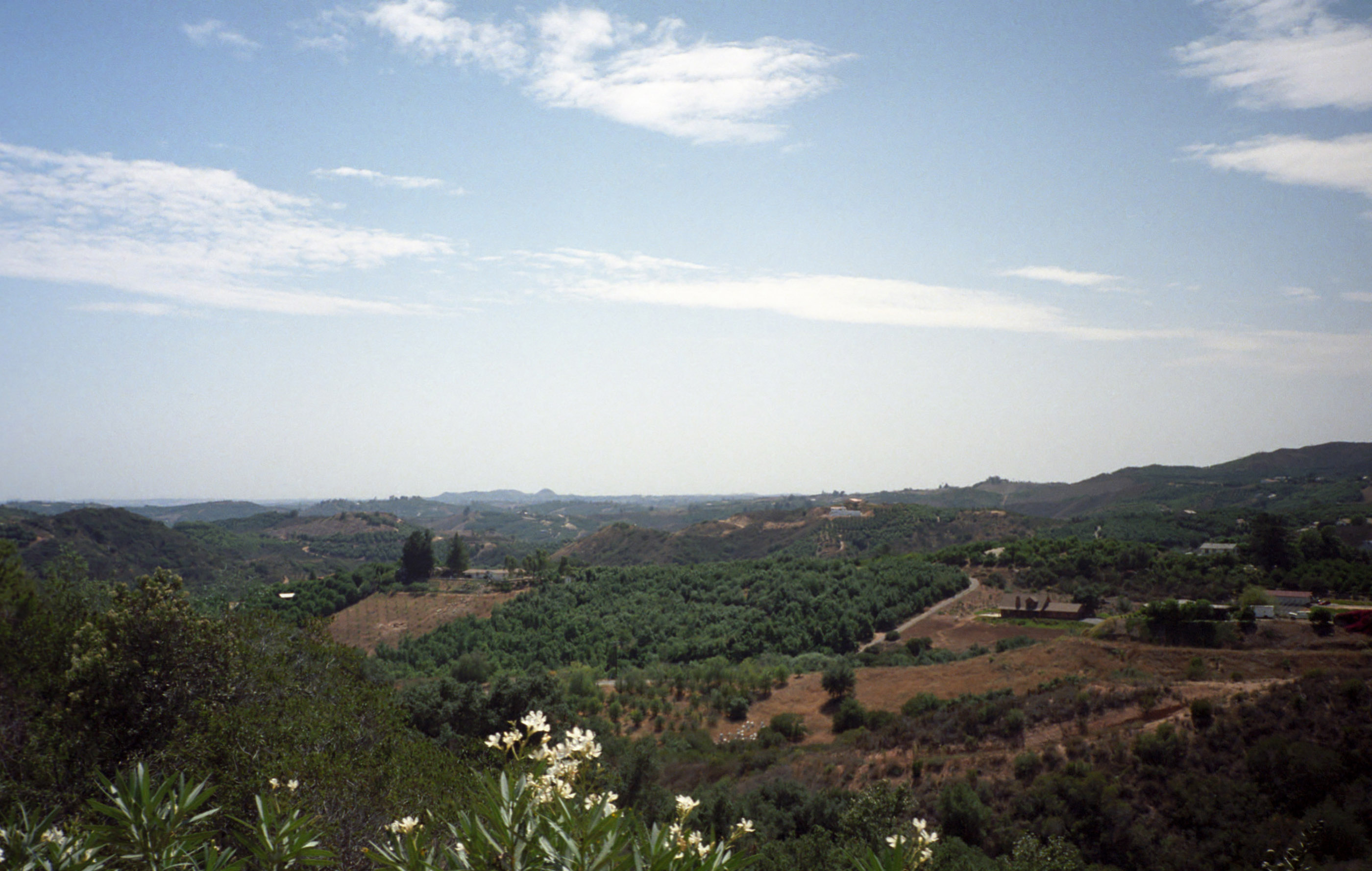
カリフォルニア州レインボー

レインボー（Rainbow）はアメリカ合衆国カリフォルニア州サンディエゴ郡にある国勢調査指定地域（CDP）。人口1832人（2010年国勢調査）。

## 地理
レインボーは北緯33度24分40秒 西経117度8分57秒 / 北緯33.41111度 西経117.14917度(33.411213, -117.149209)に位置する。

### 気候
温暖な地中海性気候で、気候図では「Csa」と表記されている。

## 歴史
かつてはヴァレーシトス（Vallecitos、小さな谷）と呼ばれたこの地域は1880年代後半に土地を購入したジェームズ・ピープルズ・マーシャル・レインボー（Mr. James Peebles Marshall Rainbow）によってレインボー谷に改名された。
2007年10月、サンタアナの風はこの地域に山火事を発生させた。
ヤシの木農場が多くあり、テメキュラへの入口でもある。

## 行政
カリフォルニア州議会のカリフォルニア州第38州連邦議会地区に所属、代表議員は州共和党のジョエル・アンダーソン、カリフォルニア州第75国会議事堂地区の代表議員は共和党のマリー・ウォルドロン。
合衆国下院のカリフォルニア州第50議会地区に所属、代表議員は共和党のダンカン・D・ハンター。

## 人口統計

### 2010年
2010年国勢調査では人口1832人。人口密度は平方マイルあたり165.9人(64.1/km²)。人種構成は白人1324人(72.3%)、アフリカ系アメリカ人19人(1.0%)、ネイティブ・アメリカン43人(2.3%)、アジア人12人(0.7%)、太平洋諸島系及び混血371人(20.3%)、その他の人種51人(2.8%)、ヒスパニックまたはラテン系665人(36.3%)。1745人（全体の95.3%)は家族があり、被在宅介護者はおらず、87人(4.7%)は介護施設に入所している。
18歳未満の住人がいるのは173(26.9%)、異性の夫婦で同居が375(58.2%)、独身女性の家主が39人(6.1%)、独身男性の家主が26人(4.0%)、未婚の異性同士パートナーが26(4.0%)、同性同士の夫婦及びパートナーは5(0.8%)。65歳以上の住人がいるのは163世帯(25.3%)でうち単身世帯は81人(12.6%)。平均世帯人数は2.71人、総家族数は440で平均家族人数は3.20人。
18歳未満が343人(18.7%)、18歳から24歳が153人(8.4%)、25歳から44歳が412人(22.5%)、45歳から64歳が555人(30.3%)、65歳以上が369人(20.1%)。住民の平均年齢は45.3歳。女性100人に対して男性97.2人、18歳以上の女性100人に対して男性96.7人。
65.1平方マイル(25.1/km²)に住宅が平均719があり、うち475 (73.8%)は持ち家、169(26.2%)が賃貸物件。所有されている住宅の空室率は2.6%。持ち家に住んでいるのは1230人(全体の67.1%)、賃貸物件に住んでいるのは515人(28.1%)。

### 2000年
2000年の国勢調査では人口2026人、739世帯、523家族が住んでいた。人口密度は平方マイルあたり126.0人(48.7/km²)。48.5平方マイル(18.7/km²)に平均780の住宅があった。人種構成は白人81.4%、アフリカ系アメリカ人0.2%、ネイティブ・アメリカン0.8%、アジア人2.4%、太平洋諸島系0.8%、その他の人種及び混血11.5%、ヒスパニックまたはラテン系21.8%。
18歳未満の住人がいるのは26.9%、夫婦で同居が62.2%、独身女性の家主が5.3%、家族ではない世帯が29.2%。単身世帯が21.7%でうち65歳以上が10.3%。平均世帯人数は2.73人、平均家族人数は3.15人。
18歳未満は23.7%、18歳から24歳が6.0%、25歳から44歳が25.8%、45歳から64歳が26.8%、65歳以上が17.8%。住民の平均年齢は42歳。女性100人に対して男性109.1人、18歳以上の女性100人に対して男性110.9人。
世帯の平均年収は40,938ドル、家族の平均年収は44,833ドル。男性の平均年収は38,661ドル、女性の平均年収は32,917ドル。一人あたりの収入は19,890ドル。人口の23.2%、家族の約15.8%、18歳未満の33.4%、65歳以上の5.5%は貧困線以下の生活を送っている。